# 112e régiment d'hélicoptères
Pour les articles homonymes, voir 112e régiment.
Le 112e régiment mixte d'hélicoptères (en russe : 112-й отдельный вертолётный полк, abrégé en russe : 112 овп) est un régiment aérien des forces aérospatiales russes (n° d'unité 78081).
Le régiment fait partie de la 11e armée aérienne du district militaire est, basé à l'aérodrome de Tcheriomouchki dans la ville de Tchita.

## Historique
Le 112e régiment d'hélicoptères est créé le 29 janvier 1968 et opère depuis l'aérodrome de Nertchinsk dans l'oblast de Tchita et fait partie de la 36e armée interarmes du district militaire de Transbaïkalie. L'unité prend brièvement le nom de 112e régiment mixte d'hélicoptères de transport et de combat.
Pendant la guerre froide, le 112e régiment utilise des hélicoptères polyvalents Mi-4, des hélicoptères de transport lourd Mi-6 ; les Mi-8 rejoindront l'unité ultérieurement. Depuis 1981, le régiment dispose d'hélicoptères d'attaque Mi-24 et d'hélicoptères de brouillage Mi-10PP.
Lors de la réforme des forces armées russes en 2010, le régiment est réorganisé en 439e base aérienne du 3e commandement de l'armée de l'air et des forces de défense aérienne.
En 2017, la 439e base aérienne est renommée en 112e régiment mixte d'hélicoptères.
L'unité est engagée dans l'invasion russe de l'Ukraine en 2022. Son commandant, le major Roman Grovitch, aurait été tué au combat.